# Llet evaporada
La llet evaporada (o llet condensada no ensucrada) és un producte lacti líquid molt viscós que aconsegueix conservar la llet sense necessitat de frigorífic concentrant-la, fent evaporar una part de l'aigua que no conté sucre. Nicolas Appert va inventar el procediment en la dècada del 1820.
El procediment industrial que s'utilitza per a elaborar llet concentrada sense sucre és lleugerament diferent del que s'utilitza per a la llet concentrada ensucrada: incorpora un procés d'esterilització, innecessari quan s'utilitza sucre per a augmentar la durada de conservació.